# Fire Emblem: Shadow Dragon and the Blade of Light
Fire Emblem: Shadow Dragon and the Blade of Light (Japans: ファイアーエムブレム 暗黒竜と光の剣, Faiāemuburemu Ankoku Ryū to Hikari no Tsurugi) is een turn-based tactisch rollenspel dat is uitgebracht in 1990 voor de Famicom. Het spel is het eerste in de Fire Emblem spelreeks en werd oorspronkelijk exclusief in Japan uitgebracht. Fire Emblem: Shadow Dragon and the Blade of Light is ontwikkeld door Intelligent Systems en Nintendo Research & Development 1.
Het spel werd voor het eerst officieel naar het Engels vertaald en buiten Japan uitgebracht op 4 december 2020 als digitale download op de Nintendo Switch. De release was slechts tijdelijk beschikbaar, tot het 30-jarig jubileum van de franchise op 31 maart 2021.
Het spel volgt het verhaal van Prins Marth die troon moet terugclaimen van de tovenaar Gharnef en zijn meester Medeus.
Het spel maakt gebruik van een permanent death-systeem, waarbij karakters die in het spel doodgaan niet meer kunnen terugkomen. Dit zorgt ervoor dat de speler goed zijn strategie moet uitplannen om met zoveel mogelijk overlevenden de levels te halen.

## Remake
Op 7 augustus 2008 kwam in Japan een remake van het spel uit onder de titel Fire Emblem: Shadow Dragon. Het spel is ontwikkeld voor de Nintendo DS en verscheen op 5 december 2008 ook in Europa.
Shadow Dragon volgt het verhaal over Marth, prins van het koninkrijk Altea. Hij wordt gedwongen zijn land te verlaten nadat de kwaadaardige Gharnef en de herrezen Medeus hun verovering van het continent starten. Marth moet een nieuw leger zien te vormen om zowel Gharnef als Medeus te verslaan.
Terugkerende functies in het spel zijn onder meer een personageklassensysteem dat verandert op basis van gebruikte personages en het spelverloop.
Het spel werd positief ontvangen in recensies. Men prees het dubbele speelscherm van de Nintendo DS en de mogelijkheid om tussentijds de spelstand op te slaan. Op verzamelwebsite Metacritic heeft het een score van 81%.